# Bert Duncanson
Albert Gordon Duncanson, detto Bert (Winnipeg, 2 ottobre 1911 – Cowansville, 24 marzo 2000), è stato un hockeista su ghiaccio canadese.
Ha vinto la medaglia d'oro olimpica alle Olimpiadi invernali 1932 svoltesi a Lake Placid (Stati Uniti), conquistando con la sua nazionale il torneo di hockey su ghiaccio.